# Edward Hore
Edward Hore fue un deportista británico que compitió en vela en la clase tonelaje. Participó en los Juegos Olímpicos de París 1900, obteniendo dos medallas, una de oro y una de bronce.

## Palmarés internacional
| Juegos Olímpicos | Juegos Olímpicos | Juegos Olímpicos  | Juegos Olímpicos      |
| Año              | Lugar            | Medalla           | Clase                 |
| ---------------- | ---------------- | ----------------- | --------------------- |
| 1900             | París (Francia)  | Medalla de oro    | 3 – 10 Ton (regata 2) |
| 1900             | París (Francia)  | Medalla de bronce | 10 – 20 Ton           |